# FC Velsenoord
FC Velsenoord is een Nederlandse amateurvoetbalclub uit Velsen-Noord. In seizoen 2025/26 speelt het eerste elftal in de Vijfde klasse zaterdag van het district West I. Tot en met het seizoen 2015/16 speelde de club niet op zaterdag, maar op zondag.
FC Velsenoord wordt ook wel de "Blauwe Leeuwen" genoemd en speelt haar wedstrijden op Sportpark Rooswijk in Velsen-Noord. De clubkleuren zijn blauw en wit.
De geschiedenis van de club gaat terug tot 1920. Feitelijk bestaat de vereniging echter sinds 1990 toen VVB (Voetbalvereniging Breesaap, opgericht in 1929) fuseerde met KIC. Die club was op zijn beurt in 1969 weer voortgekomen uit een fusie van Kinheim (opgericht 1920) en IEV (In Eendracht Vooruit, opgericht in 1935). VVB speelde in de jaren zestig enkele seizoenen in de eerste klasse, destijds het hoogste amateurniveau.

## Competitieresultaten 2016–heden (zaterdag)
| 1 4D |

| 4 4B |

| 4 4C |

| 3 4B |

| 4 4C |

| 3 4C |

| 6 4B |

| 13 4B |

| 13 5B |

| - 5B |

| Vierde klasse | Vijfde klasse |

2017: de beslissingswedstrijd op 13 mei bij SV Wijk aan Zee om het klassekampioenschap in 4D werd met 0-1 verloren van DEM.

## Competitieresultaten 1992–2016 (zondag)
| 1 4D |

| 2 3B |

| 5 3B |

| 9 3B |

| 7 3B |

| 4 3B |

| 3 3B |

| 11 3B |

| 10 3B |

| 3 4C |

| 5 4C |

| 5 4C |

| 3 4C |

| 6 4C |

| 6 4C |

| 7 4C |

| 7 4D |

| 10 4C |

| 5 4D |

| 5 4C |

| 10 3B |

| 12 3B |

| 8 4D |

| 6 4C |

| 4 4D |

| Derde klasse | Vierde klasse |

In elke staaf van de grafiek staat van boven naar beneden vermeld: 
- Eindnotering

Dit is de positie die de club heeft bereikt in de competitie, zonder eventuele beslissings-, play-off- of nacompetitiewedstrijden die nodig zijn geweest om bijvoorbeeld de kampioen van de competitie te bepalen.
Indien een * achter het getal staat is de notering een tussenstand en kan het zijn dat de notering niet overeenkomt met de uiteindelijke eindstand van de competitie.
Staat er een - dan is het seizoen nog bezig en is er geen definitieve uitslag bekend.
Staat er xx op de positie van de notering, dan heeft de club vroegtijdig de competitie verlaten. Dit kan onder andere komen door terugtrekking van het team, faillissement van de club of door een uitgedeelde straf van de KNVB. In veel gevallen staat elders in het artikel de reden vermeld.
Staat er een ? dan is het resultaat uit het verleden onbekend, en is alleen de competitie of het niveau bekend van dat seizoen.
In de seizoenen 2019/20 en 2020/21 werd wegens de coronacrisis het amateurvoetbal afgebroken. Daardoor kennen deze staven geen eindklassering (middels -- weergegeven).
- Competitieniveau en afdelingsletter of Officiële eindstand Eredivisie
  - Competitieniveau en afdelingsletter

Hierbij geeft het getal het niveau weer, dat ook terug te vinden is in de legenda. De letter is de afdelingsaanduiding en wordt gebruikt wanneer er meer afdelingen zijn op hetzelfde niveau. De afdelingsletter is altijd een hoofdletter en wordt meestal zonder nummer gebruikt.
Voorbeeld: 2F is niveau 2e klasse competitie F.
Het competitieniveau en nummer wordt niet vermeld wanneer er slechts één competitie van dit niveau was.
  - Officiële eindstand Eredivisie (getal staat tussen haakjes vermeld)

Sinds de introductie van play-offwedstrijden voor Europees voetbal na afloop van de reguliere competitie in 2005/06, is de KNVB verplicht een eindstand van de Eredivisie door te geven aan de UEFA aan de hand van deze play-offwedstrijden.
Bij deze eindstand staan clubs die zich hebben gekwalificeerd voor Europees voetbal hoger dan clubs die zich niet wisten te kwalificeren. Indien er geen verschil was tussen de eindnotering en de officiële eindstand, staat dit getal niet vermeld.

- Onderafdeling

Hier staat afgekort de naam van de onderafdeling indien de club in dat jaar in een onderafdeling uitkwam. Tevens staat deze afkorting in de legenda en wordt gelinkt naar het artikel over deze onderafdeling. Deze afkorting wordt alleen vermeld wanneer de club in het verleden in verschillende onderafdelingen heeft gespeeld. Deze vermelding is in de staaf altijd in kleine letters. Deze onderafdelingen zijn na het seizoen 1995/96 afgeschaft. Heeft de club in slechts één onderafdeling gespeeld, dan is dit alleen terug te vinden in de legenda.
Onder de staaf staat het jaartal vermeld waarin het seizoen is afgesloten. 15 verwijst naar het seizoen 2014/15 of eventueel het seizoen 1914/15.
Wanneer een staaf leeg is, zijn deze gegevens niet bekend. Het kan ook zijn dat de club dat seizoen niet heeft meegespeeld op het hogere amateurniveau, vroegtijdig de competitie heeft verlaten of uit de competitie is gezet.

In het seizoen 1944/45 was er wegens de Tweede Wereldoorlog geen regulier competitievoetbal.

## Bekende (oud-)spelers
- Fred André

## seizoen 2023-2024 drama
In het seizoen 2023-2024 beleefde FC Velsenoord een bewogen periode. Onder de leiding van trainer Mario Grille, die sinds 2022 actief was bij de club, probeerde het team zich te ontwikkelen, maar de prestaties vielen tegen. Grille, geprezen om zijn ervaring en inzet, kreeg het vertrouwen van het bestuur, maar dit kon de tegenvallende resultaten niet voorkomen. FC Velsenoord leed enkele zware nederlagen. Zo verloren ze op 14 oktober 2023 met 0-5 van Jong Hercules, en op 23 maart 2024 volgde nog een pijnlijke 0-5 nederlaag tegen Haarlem Kennemerland. Deze resultaten weerspiegelden de moeilijke situatie waarin de club verkeerde, met grote uitdagingen in de competitie.
Mario Grille werd eerder in het seizoen 2023-2024 ontslagen als hoofdtrainer van FC Velsenoord. Zijn vertrek volgde na tegenvallende resultaten in de competitie, waardoor de club besloot op zoek te gaan naar een nieuwe richting. In maart 2024 werd bekendgemaakt dat Mark Slond zijn opvolger zou worden. Slond, die een indrukwekkende 26-jarige carrière als trainer heeft en in het bezit is van UEFA C- en B-diploma's, werd aangesteld om vanaf het seizoen 2024-2025 het team te leiden. Met zijn ervaring als coach van HSV Sport en jeugdteams wordt hij gezien als de juiste persoon om de club te helpen bij het opbouwen van een stabielere selectie en betere prestaties